# Kinga Araya
Kinga Araya  (ur. 1966, Tarnów) – historyk sztuki, autorka interdyscyplinarnych prac z dziedziny rysunku, rzeźby, wideo, fotografii, performance, instalacji i audio artworks.

## Edukacja
W 1988 r. artystka przerwała studia (historia sztuki) na Katolickim Uniwersytecie Lubelskim i opuściła Polskę. Decyzję o wyjeździe podjęła w czasie akademickiej wycieczki – postanowiła wysiąść z autokaru i już nigdy więcej do niego nie wrócić. Została we Włoszech. Półtora roku po tym wydarzeniu, w 1990 r. przeprowadziła się z Rzymu do Kanady i tam zdecydowała, że będzie kontynuować studia z historii sztuki. Ukończyła je w 1996 r. na Uniwersytecie w Ottawie, otrzymując dyplom z wyróżnieniem. Studia podyplomowe podjęła na Uniwersytecie York w Toronto. Ukończyła je w 1998 r., również z wyróżnieniem za opracowanie naukowe oraz indywidualną wystawę sztuki Modus Vivendi (Współżycie). W 2004 roku, w programie interdyscyplinarnym, zatytułowanym Special Individualized Program, obroniła doktorat w dziedzinie historii sztuki i sztuk pięknych na Uniwersytecie Concordia w Montrealu. Praca dyplomowa składała się z indywidualnej wystawy sztuki pt. Prosthetic Self (Protetyka siebie) oraz opracowania naukowego zatytułowanego Walking in the City: The Motif of Exile in Performances by Krzysztof Wodiczko and Adrian Piper (Chodzenie po mieście: motyw emigracji w twórczości performance Krzysztofa Wodiczko i Adriany Pipera).

## Twórczość
Działania artystyczne Kingi Aray’i związane są z problematyką migracji, podróży, wyobcowania, silnie akcentowana jest też komunikacyjna rola sztuki. Performerka analizuje szczególną sytuację emigranta, egzystowanie pomiędzy kulturami i językami, potrzebę dostosowania się i akceptacji. Działania te mają związek z wyjątkową sytuacją samej artystki, która nie czuje, że przynależy na stałe do jakiejkolwiek grupy etnicznej.
Araya buduje swoje akcje wokół problematyki ruchu i mowy. Oba zjawiska są dla niej ważne ze względu na kluczową rolę, jaką pełnią w procesie kształtowania się tożsamości współczesnego człowieka. W swojej twórczości często stawia pytania retoryczne, takie jak: Kim jesteśmy? Dlaczego jesteśmy tu, gdzie jesteśmy? Artystka ciągle jest „pomiędzy”. Pomiędzy życiem a sztuką, językami, kulturami. Poszukuje dla siebie odpowiedniego miejsca i nie potrafi go znaleźć. Jest w ciągłym ruchu, dlatego przemieszczanie się stanowi jeden z głównych motywów jej prac.
Wiosną 2003 roku, artystka zakończyła pierwszy projekt o charakterze retrospektywnym, zatytułowany Hybris. Prezentowała go w Montrealu, Lublinie, Bytomiu, Bielsku-Białej i Warszawie. Występom artystki towarzyszyły specjalne akcje oraz wykłady. Hybris stanowi artystyczną autobiografię Arayii – pojawiają się wszystkie wątki stanowiące materiał jej wcześniejszych prac.
W czasie pierwszej odsłony, nieprzypadkowo w dniu swoich urodzin, artystka wykonała performance A sightseeing tour: the walk (Wycieczka turystyczna: spacer). Spotkała się wówczas z tłumem chętnych spacerowiczów przed Trybunałem Koronnym w Lublinie, wcieliła w rolę przewodnika i oprowadzała po miejscach historycznych oraz osobistych, tych, które pamiętała jako studentka KUL-u. Artystka nie została wpuszczona do Domu Towarowego ze względu na towarzyszący jej tłum. Kończąc performance, zakopała trochę ziemi przywiezionej z Kanady na dziedzińcu lubelskiej uczelni.
Cold feet: the dance (Na kruchym lodzie: taniec) to kolejny performance, który odbył się w Bytomiu 14 lutego 2003 roku, w ramach tego samego cyklu. Artystka przygotowała, a potem założyła, kilka par butów, będących zamrożonymi bryłami lodu specjalnie przygotowanym kształcie, z wiązaniami wykonanymi z wstążki. „Tańczyła”, często upadając, w rytm muzyki rock and roll.
Podczas performance’u PolCan (2002) artystka, ubrana w dwustronny biało-czerwony kostium porusza się nieporadnie w dużych drewnianych butach. W tle rozbrzmiewają zwolnione nagrania hymnów obu państw.
Araya podejmuje również temat ciała. Tworzy obiekty-protezy, które dopasowuje do swojego ciała. Większość prac artystki dotyczy jej samej oraz jej cielesności. W składającym się z trzech części cyklu Grounded (Uziemiona) (1999), performerka przemieszcza się z przymocowaną trzecią nogą.
W pracy wideo Octopus (Ośmiornica) z 2001 roku widać performerkę na skrzyżowaniu dwóch głównych ulic w Montrealu. Dzięki przeróbkom komputerowym jest ona wieloręczna i wielonożna, wykonuje bardzo gwałtowne i groteskowe ruchy. Wypowiada w tym samym czasie słowa w czterech różnych językach. Zaplątana w ruchach i słowach ośmiornica stoi w miejscu.
W 1998 r. powstała praca wideo Peripatetic Exercise (Ćwiczenia perypatetyczne), w której artystka usiłuje grać na skrzypcach, stojąc na dwóch kołyszących się, stalowych półkulach. Wykonuje koncert a-moll Vivaldiego, który był ostatnim utworem, jaki zagrała w szkole muzycznej, do której posłali ją w dzieciństwie rodzice. Podejmuje w ten sposób dialog z przeszłością.
W tym samym roku Araya prezentowała również Orthoepic Exercises (Ćwiczenia wymowy) – performerka stoi niemal nieruchomo w żelaznej masce na głowie. Z maski tej wyrasta dwumetrowy pręt utożsamiany z obcym językiem utrudniającym, a nawet uniemożliwiającym komunikację. Artystka, poruszając się wokół pala, celuje tym ostrym narzędziem w publiczność.
Wideo instalacja Exercising with Princess Headgear (Adjustable) (Ćwiczenie z nakryciem głowy księżniczki (dopasowujące się)) koncentruje się na ruchu. Araya spaceruje po Montrealu w kapeluszu ozdobionym długimi drutami, które dotykając ziemi wydają hałaśliwe dźwięki. Wchodzi także, na boso, na górę Mont Royal, ażeby w ten sposób symbolicznie nawiązać do przeszłości rdzennych Amerykanów, którzy traktowali tę górę jako świętą.
W 1996 roku performerka została zaproszona na grupową wystawę Kobieta o kobiecie do Galerii Białej w Lublinie. Specjalnie na tę okazję przygotowała akcję artystyczną o wymownej nazwie Exchange (Wymiana). Artystka postawiła w kącie galerii mały stolik oraz dwa krzesła. Częstowała wszystkich przybyłych kanadyjskim whiskey i słodkościami w zamian za jedną rzecz: każdy z osobna miał jej opowiedzieć historię o miłości. Była to tytułowa wymiana – dóbr materialnych na osobiste.
W 1995 roku powstała wideo instalacja Untitled (Bez tytułu). Składa się ona z czterech monitorów, z których każdy pokazuje cztery inne części ciała. Każda z nich jest powiązana z ludzkim głosem, mówiącym równocześnie w innym języku (polskim, włoskim, angielskim oraz francuskim). Wszystkie cztery głosy mówią o przemieszczaniu się. Instalacja stanowiła część pracy dyplomowej powstałej na Uniwersytecie w Ottawie – artystka otrzymała za nią specjalną nagrodę za najlepszą wystawę.

## Wystawy i wyróżnienia
Artystka prezentowała swoje prace na wielu międzynarodowych wystawach indywidualnych oraz grupowych w Kanadzie, Stanach Zjednoczonych, Polsce, Anglii, Jugosławii, Libanie, Włoszech, Francji, Hiszpanii i Australii. Artystka otrzymała wiele wyróżnień i nagród za pracę naukową i dokonania artystyczne, m.in. stypendium narodowe na przygotowanie pracy doktorskiej od Social Sciences & Humanities Research Council of Canada (2001) i stypendium artystyczne Conseil des Arts et des Letters du Quebec (2002-2003). Koniecznie dodac: ICI Kulturlabor Institute for Cultural Inquiry in Berlin as one of the postdoctoral fellows where she researched the contemporary walking art performances (2007-2008); the Andrew W. Mellon Postdoctoral Fellow in the Penn Humanities Forum at the University of Pennsylvania (2006-2007)

## Teksty teoretyczne
Teksty teoretyczne Aray’i o są wielojęzyczne i stawiają pytania dotyczące kwestii translacji. Najbardziej istotne eseje:
```
 Kinga Araya, “
Off-Center
: Exilic Steps in Contemporary Art” in: 
Invisible Migrant Workers and the Visible Human Rights
, Rome: Angelicum University Press, Pontificia Università S. Tommaso d’Aquino, Saint Thomas Aquinas, Rome, Italy, 2021 (pp. 233-245)
```

- “L’invisibile nel visibile: verso la danza cosmica nella cantoria di Donatello” publikacja po włosku, w Katalogu Sonus: Musica in Figura a Firenze tra Duecento e Cinquecento, 46-57 pages, Florence, Centro Di, Jesien, 2021.

- Quattrocento Images for Meditation: Fra Beato Angelico’s Frescoes in the Former Dominican Convent in Florence, inCommunitas 2021 Volume, Rome, University of Saint Thomas Aquinas University Press, 2021. (18 stron)

- Off Center: Exilic Steps in Contemporary Art, University of Saint Thomas Aquinas University Press, 2021. (10 stron)
- Deconstructing Canadian Multiculturalism: Critical Art of Vera Frenkel, Jana Sterbak and Lynne Cohen w pierwszej polskiej Antologii Kanadyjskiej Sztuki i Kultury
- Walking the Wall: Global Flâneuse with Local Dilemmas w zimowej edycji Wagadu
- Ali Assaf, Constanza Camelo and Guia Rigvava: Translating Violence into Exilic Cultural Performance w piśmie Parachute (październik 2006, nr 124)

## Wystawy indywidualne
2012 - Walking with Kinga, Bunkier Sztuki, Kraków, Polska
2021 - Salty Feet: Passeggiate Romane, Istituto Polacco, Rome, Italy
2009
Ten Steps, Grenzwachturm Schlesischer Busch, Berlin, Niemcy
2008
Writing with Video, Gallery 101, Ottawa, Ontario, Kanada
2007
Thirty-six, Centre Sagamie, Alma, Québec, Kanada
paroxysm Maison de la culture, Gatineau, Québec, Kanada
2006
Domesic Exiles La Centrale-Powerhouse, Montréal, Québec, Kanada
2004
Domesic Exiles Peak Gallery, Toronto, Kanada
Prosthetic Self Oboro Art Gallery, Ph.D. Thesis Exhibition
2003
Walking With Arms La interior Bodega, Barcelona, Hiszpania
Hybris-part IV The Zacheta Gallery of Art, Warszawa, Polska
Hybris-part III Galeria Kronika, Bytom, Polska
2002
Hybris-part II Galeria Bielska, Bielsko-Biała, Polska
Hybris-part I Galeria Biala, Lublin, Polska
Hybris Galerie Christiane Chassay, Montréal, Kanada
2000
Compulsion Trinity Square Video Art Gallery, Toronto
Grounded II Laboratorium Gallery, The Centre for Contemporary Art-Ujazdowski Castle, Warszawa, Polska
1999
Grounded I Observatoire 4, Montréal
1998
Discipline Pekao Gallery, Toronto
Spectral Body Trinity Square Video Art Gallery, Toronto
Modus Vivendi Glendon Gallery, MFA Thesis Exhibition, Toronto

## Wystawy zbiorowe
2009
Berlino del Muro, Wunderkammern, Rzym, Włochy
Until do Us Part, Foto Medium Art, Kraków, Polska
2008
Lust-Looking -Terror, Supermarket Sztuki, Warszawa, Polska
Kraj: Artists of Polish Origin, Contemporary Art Gallery, Opole, Polska
2007
Fuori della gabbia, Sermoneta, Latina, Włochy
Points of Departure, Fox Art Gallery, University of Pennsylvania, Philadelphia
Inner and Outer Journeys in Cotemporary Art, The Art of Reinvention, Rosenwald Gallery, University of Pennsylvania, Philadelphia
Rythmes Urbains, Centre Culturel Stewart Hall, Pointe-Claire, Québec, Kanada
2006
POZA Real Art Ways, Hartford, Connecticut, USA
Without a Passport Karsh-Masson Gallery, Ottawa
2005
Tolerate Me Galeria DAP, Warszawa, Polska
1st Biennale of Young European Art (video projection Doppelganger)
2003
L’été à la Galerie Galerie Christiane Chassay, Montréal
Cluster 3 Peak Gallery, Toronto
2002
Polska Teatr Akademia, Warszawa, Polska
Becoming Canadian La Centrale-Galerie Powerhouse, Montréal
2001
Alpha Girls Interaccess Art Gallery, Toronto
Estranged Body VMAC Gallery, Toronto
Rushes: grrrls in transit SAW Gallery, Ottawa
Woman about Woman Galeria Bielska BWA, Bielsko-Biała and Galeria Kronika, Bytom, Polska
2000
Instigating Banality The Student Center Art Gallery, San Francisco State University, USA
Cluster Pekao Gallery, Toronto
Corpus Delicti The Red Head Gallery, Toronto
Crossing Border The Castellani Art Museum of Niagara University, Niagara Falls, New York
Collective Impulse Graduation Student Exhibition, University of Ottawa

## Wybrane performance
2009
Walking the Wall, Rzym, Włochy
2007
German Lessons, Berlin, Niemcy
ArtCards, Nowy Jork, USA
Black Performance, Hartford, CT, USA
2005
Waiting for Something to Happen, Sackville, New Brunswick
2004
How to Kill Love in the Shortest Time, Montréal, Kanada
Marche rhizomatique, Québec, Kanada
Backpack, Cagliari, Sardinia
National Anthem, Montréal, Kanada
2003
Prosthetic Self, Barcelona, Hiszpania
Sauntering, Madrid, Hiszpania
National Anthem, Santiago, Chile
National Anthem, Manosque, Francja
Performance at Langage, Quebec, Kanada
Sauntering, Québec City, Kanada
Polcan, Montréal, Kanada
Tahoka, Manosque, Francja
ABC, Calgari, Sardegna, Włochy
Polcan, Piotrkow Trybunalski, Polska
2001
On Home, Poznań, Polska
Exchange/Wymiana, Bielsko-Biała, Polska
Interlocution and Tahoka, Montréal, Kanada
Octopus shown, Liverpool, Wielka Brytania
2000
Tahoka screened, Novi Sad, Jugosławia
Grounded (II), Warszawa, Polska
1999
ABC, Toronto, Kanada